# 神野耕太郎
神野 耕太郎（かみの こうたろう、1934年6月30日 - 2022年8月8日）は、日本の医学者・生理学者。医学博士。位階は従四位。
1974年1月に医学博士の学位を授与される、東京医科歯科大学名誉教授。生理機能の光学的計測を専門とし、特に発生初期の胚を対象とした実験をおこなって個体発生における心臓の機能発生・機能形成の過程を明らかにした。また、自らの手で光学的計測方法を開発・改良しながら、生理学と発生学や脳神経学を結び付けた分野（「機能発生学」「発生脳神経生理学」）を切り開いた。

## 経歴
東京府東京市生まれ、鹿児島県金峰町（現：南さつま市の一部）出身。東京の市ヶ谷で生まれて、幼少期に鹿児島県へ引っ越し鹿児島県立加世田高等学校卒業まで育つ。
1966年3月、京都大学医学部卒業。1967年4月、京都大学大学院医学研究科博士課程（生理学専攻）に入学し、生理学第二講座の井上章の門下生となる。その後、イェール大学のLarryことローレンス・バルク・コーエン（Lawrence Baruch Cohen）の研究に感銘を受け、膜電位の光学的測定法の最終段階の研究をおこなっていたLarryの元に、本人と直接交渉して1976年8月から留学。Larry研究室の膜電位感受性色素による測定法の開発に加わり、神野もカーネギーメロン大学のA・S・ワゴナー（Waggoner）の指導のもと今日Merocyanine系に分類されるいくつかの色素を合成する。
イェール大学Larry研究室には1977年9月まで留学し、1977年10月に東京医科歯科大学医学部の第二生理学講座（渡辺昭教授）の助教授に就任。翌年初秋から東京医科歯科大学でも膜電位の光学測定の実験を始め、特に発生初期鶏胚心臓の膜電位変化を捉える実験に打ち込む。また、膜電位感受性色素NK2761をデザインし1981年「ネイチャー」発表。1982年3月、東京医科歯科大学医学部第二生理学講座の教授に昇任。1987年からは個体発生に伴う循環中枢、呼吸中枢の機能構築の解析という視点で鶏胚やラット胎仔の脳幹・延髄に向かって研究を展開。国内で初めて膜電位の光学的測定法を脳機能の解析に適用した研究を進め、さらに、幼若な時期での中枢神経系のシナプス活動を世界で初めて光学的に記録することに成功した。
1991年、「Physiological Reviews」に、研究活動初期から進めてきた発生初期胚の心臓に関する研究成果の総説発表が掲載され、国際的評価を定着させる。1997年3月、日本生理学会入澤賞を受賞。また、1998年度の第10回医科器械史研究賞を1999年2月に授与される（「実体験に基づく脳神経ならびに心臓活動の光学的計測器機開発史の研究」）。2000年3月に東京医科歯科大学を定年退職し、4月付で名誉教授の称号を授与される。それに先立ち2000年2月に、退職記念も兼ねて開催された「生理機能の光学的計測」の国際シンポジウムで光学的膜電位測定法を使った研究を中心に講演し、その際にはLarry研究室で膜電位の光学的測定法を開発したメンバーも集まった。2022年8月8日に逝去、瑞宝小綬章受章。
東京医科歯科大学での門下生に廣田秋彦（島根大学名誉教授）、酒井哲郎（琉球大学名誉教授）、藤井志郎（日本生理学会元評議員）、佐藤容子（関東学院大学教授、日本生理学会奨励賞第1回受賞者）、佐藤勝重（駒沢女子大学教授）など。